# Da 5 Bloods
Da 5 Bloods is een Amerikaans oorlogsdrama uit 2020 onder regie van Spike Lee. De hoofdrollen worden vertolkt door Delroy Lindo, Clarke Peters, Isiah Whitlock jr., Norm Lewis en Chadwick Boseman.

## Verhaal
Vier Afro-Amerikaanse Vietnamveteranen keren terug naar de jungle van Vietnam, waar ze op zoek gaan naar het stoffelijk overschot van hun vroegere teamleider en hopen een verborgen goudschat te vinden. Tijdens hun zoektocht worstelen ze met hun verleden.

## Rolverdeling
| Acteur             | Personage    |
| ------------------ | ------------ |
| Delroy Lindo       | Paul         |
| Clarke Peters      | Otis         |
| Isiah Whitlock jr. | Melvin       |
| Norm Lewis         | Eddie        |
| Jonathan Majors    | David        |
| Chadwick Boseman   | Norman       |
| Jean Reno          | Desroche     |
| Paul Walter Hauser | Simon        |
| Mélanie Thierry    | Hedy         |
| Jasper Pääkkönen   | Seppo        |
| Veronica Ngo       | Hanoi Hannah |
| Johnny Trí Nguyễn  | Vinh         |

## Productie
Begin 2019 raakte bekend dat Spike Lee het oorlogsdrama Da 5 Bloods zou regisseren.
Het oorspronkelijk script, getiteld The Last Tour, werd omstreeks 2013 geschreven door het duo Danny Bilson en Paul De Meo. Het werd een jaar later opgepikt door producent Lloyd Levin, die het aanvankelijk wilde laten verfilmen door regisseur Oliver Stone. In 2016 verliet Stone het project, waarna Spike Lee besloot om het project te verfilmen in samenwerking met scenarist Kevin Willmott, met wie hij eerder al aan Chi-Raq (2015) en BlacKkKlansman (2018) had samengewerkt. Onder impuls van Lee werden de hoofdpersonages veranderd in Afrikaans-Amerikaanse oorlogsveteranen. Voor de productie liet Lee zich inspireren door de films The Treasure of the Sierra Madre (1948) en Apocalypse Now (1979) en het muziekalbum What's Going On (1971) van Marvin Gaye.
Aanvankelijk werden Samuel L. Jackson, Giancarlo Esposito en Don Cheadle aan een hoofdrol gelinkt. Midden februari 2019 raakte de casting van Chadwick Boseman, Delroy Lindo en Jean Reno bekend. Niet veel later werd ook Jonathan Majors aan het project toegevoegd. In maart 2019 raakte de casting van onder meer Clarke Peters, Isiah Whitlock jr., Mélanie Thierry en Paul Walter Hauser bekend.
De opnames gingen op 25 maart 2019 van start in Chiang Mai (Thailand) en eindigden op 22 mei 2019 in Vietnam. Volgens acteur Jean Reno waren de opnames in de Thaise jungle soms zo vervelend door de hitte en vochtigheid dat sommige leden van de crew flauwvielen.

## Release
Oorspronkelijk zou Da 5 Bloods in mei 2020 op het filmfestival van Cannes (buiten competitie) in première gaan, maar het festival werd door de coronapandemie geannuleerd. De film ging daardoor op 12 juni 2020 in première op Netflix.

## Prijzen en nominaties
| Jaar | Prijs                    | Categorie                  | Genomineerde(n)      | Uitslag     |
| ---- | ------------------------ | -------------------------- | -------------------- | ----------- |
| 2021 | National Board of Review | Beste film                 | Beste film           | Gewonnen    |
| 2021 | National Board of Review | Beste regie                | Spike Lee            | Gewonnen    |
| 2021 | National Board of Review | Beste ensemble             | Beste ensemble       | Gewonnen    |
| 2021 | Critics' Choice Awards   | Beste film                 | Beste film           | Genomineerd |
| 2021 | Critics' Choice Awards   | Beste regie                | Spike Lee            | Genomineerd |
| 2021 | Critics' Choice Awards   | Beste acteur               | Delroy Lindo         | Genomineerd |
| 2021 | Critics' Choice Awards   | Beste acteur in een bijrol | Chadwick Boseman     | Genomineerd |
| 2021 | Critics' Choice Awards   | Beste acteerensemble       | Beste acteerensemble | Genomineerd |
| 2021 | Critics' Choice Awards   | Beste camerawerk           | Newton Thomas Sigel  | Genomineerd |
| 2021 | BAFTA Awards             | Beste acteur in een bijrol | Clarke Peters        | Genomineerd |
| 2021 | Academy Awards           | Beste muziek               | Terence Blanchard    | Genomineerd |